# Espinosa de Cervera
Pour les articles homonymes, voir Espinosa.
Espinosa de Cervera est une commune d'Espagne dans la communauté autonome de Castille-et-León, province de Burgos. Elle s'étend sur 29,62 km2 et comptait environ 99 habitants en 2011.